# 吉江尚子
吉江 尚子（よしえ なおこ）は、日本の化学工学者。専門は環境高分子材料科学。東京大学副学長、東京大学生産技術研究所教授。

## 人物・経歴
筑波大学附属高等学校を経て、1988年東京工業大学（のちの東京科学大学）工学部高分子工学科卒業。1990年同大学院理工学研究科高分子工学専攻修了、同助手。1992年博士（工学）。
2003年東京大学生産技術研究所准教授。2005年特許庁工業所有権審議会委員。2010年東京大学生産技術研究所教授。2016年高分子学会副会長。2017年日本学術会議化学委員会高分子化学分科会委員長。2018年日本化学連合副会長、文部科学省科学官。
2020年東京大学男女共同参画室長。2022年東京大学総長特任補佐（男女共同参画）、東京大学男女共同参画室長。2023年東京大学副学長（男女共同参画、ダイバーシティ研究環境実現）、東京大学男女共同参画室長。